# Berre-l'Étang
Berre-l'Étang (fino al 1928 Berre, in occitano Bèrra o Bèrra de l'Estanh) è un comune francese di 13 970 abitanti situato nel dipartimento delle Bocche del Rodano della regione della Provenza-Alpi-Costa Azzurra.
Prende il nome dalla laguna di Berre, ove sfocia il fiume Arc.

## Geografia fisica

### Territorio

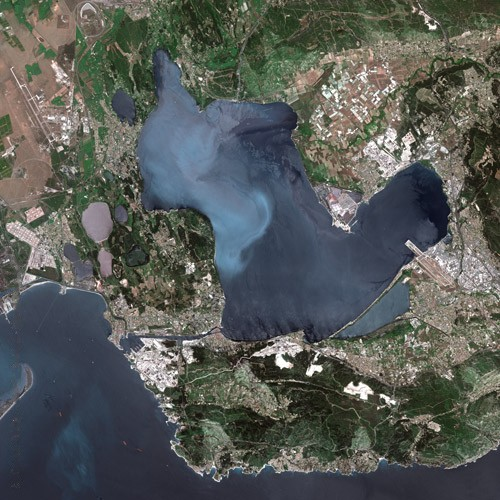
Veduta satellitare della Laguna di Berre

Berre-l'Étang si trova su una pianura alluvionale formata dallo sfocio del fiume Arc. La città si trova lungo la laguna di Berre, su di un lato è un punto avanzato che separa la piccola laguna di Vaïne da quella principale. Tutta la riva destra dell'Arc è agricola mentre quella sinistra è ampiamente occupata dalla installazioni petrolchimiche che circondano la città. A eccezione di una linea di colline che va dalla torre di Bruni alla collina di Barjaquets (altezza 145 metri s.l.m.) a est, la quasi totalità del territorio comunale si trova a meno di 40 metri s.l.m. e più della metà a meno si 20..

### Clima
Il clima, di tipo mediterraneo è piuttosto dolce, ma il mistral è spesso presente e in inverno sono possibili gelate. I terreni alluvionali, ben drenati da canali, sono particolarmente propizi alle colture (Berre è il primo produttore francese di frutta e verdura in serra).

## Società

### Evoluzione demografica
Abitanti censiti

## Infrastrutture e trasporti
La punta di Berre è un po' margine degli assi di circolazione, ma è vicina a:
- l'Autostrada A7 (svincolo di Rognac a 7 km), che pone Marsiglia a 35 km, Lione a 300, Montpellier a 150;
- l'Autostrada A8 (svincolo di Coudoux a 14 km), pone Aix-en-Provence a 30 km, Nizza a 200;
- l'Aeroporto di Marsiglia Provenza (a 10 km), che pone Parigi-Orly a 1h e 30' di volo per 20 volte al giorno.

La stazione ferroviaria di Berre non è servita che da qualche TER Marsiglia- Saint-Charles - Miramas, ma dalla Stazione di Aix-en-Provence TGV, 20 km da Berre, si raggiunge Paris (gare de Lyon) in 3 ore di viaggio, Tolosa-Matabiau in 3h e 30', o Lilla-Europa in 4h e 20'.

## Amministrazione

### Gemellaggi
- Meolo